# Бахта, Зехай
Зехай Бахта (англ. Zehaye Bahta; род. XX век) — эфиопский шоссейный велогонщик. Участник летних Олимпийских игр 1956 года.

## Карьера
В 1956 году был включён в состав сборной Эфиопии на летних Олимпийских играх в Мельбурне.
На них выступил в групповой шоссейной гонке протяжённостью 187 км, по итогам которой занял 38 место, уступив 13 минут её победителю Эрколе Бальдини (сборной Италии).
По результатам этой гонки также определялся победитель в групповой командной гонке. По её результатам сборная Эфиопии (в которую также входили Гурему Дембоба, Месфен Тесфайе и Негусс Менгисту) заняла последнее 9 место, уступив занявшей первое место сборной Франции 77 очков.